# Nowosełyszcze (obwód lwowski)
Nowosełyszcze (ukr. Новоселище) – wieś na Ukrainie w rejonie złoczowskim obwodu lwowskiego.